# Rudno (województwo pomorskie)
Rudno (niem. Rauden) – wieś kociewska w Polsce położona w województwie pomorskim, w powiecie tczewskim, w gminie Pelplin przy skrzyżowaniu drogi krajowej nr 91 (dawniej nr 1) z  drogą wojewódzką nr 229.
W latach 1973–1976 miejscowość była siedzibą gminy Rudno. W latach 1975–1998 miejscowość położona była w województwie gdańskim.

## Zabytki
Według rejestru zabytków NID na listę zabytków wpisana jest wieża kościelna, 1796, nr rej.: A-810 z 17.11.1974.